# 21580 Portalatin
21580 Portalatin è un asteroide della fascia principale. Scoperto nel 1998, presenta un'orbita caratterizzata da un semiasse maggiore pari a 2,8967156 UA e da un'eccentricità di 0,0627696, inclinata di 3,05177° rispetto all'eclittica.